# 清水隧道 (蘇花公路)
清水隧道是台灣花蓮縣秀林鄉的一座公路隧道，原位於台九線蘇花公路上，現位置於匯德隧道外側，此隧道外側曾有日治時期蘇花臨海道路遺跡。
本隧道於民國77年（1988年）1月21日興建，民國79年（1990年）9月5日竣工，長度513公尺，後因本隧道內側新建匯德隧道（2000年6月5日竣工）改線而廢棄，使得車輛不再行駛較為容易坍方的得其黎斷崖之路段，清水隧道北口至匯德隧道北口之部分路段已改為欣賞清水斷崖的匯德景觀步道（小清水遊憩區）使用。

## 外部連結
- 蘇花公路柔腸斷 存廢爭議再起－民視新聞（页面存档备份，存于）
- 水域解放軍｜衝破封鎖線前進清水斷崖，別有洞天，探索閒置的清水隧道，寫下從海路登陸清水斷崖的新記錄！ 東台灣新聞網（页面存档备份，存于）